# Viscolátex
Se conocen como colchones de viscolátex aquellos colchones cuyo núcleo está formado por una plancha de látex y una pequeña capa de viscoelástico (generalmente entre 1 y 2 cm) en el acolchado. El resultado es un colchón mullido y con un grado de adaptabilidad medio-bajo, puesto que el material viscoelástico es poco apreciable en esta cantidad. 

## Estructura de los colchones de viscolátex
En la actualidad un colchón se compone de 3 elementos:
1. Núcleo. Se trata de la parte central del colchón, y es la responsable de darle consistencia y fimerza a este. Existen varios sistemas y composiciones, como la espumación, muelles, Breath-Air o látex. Los núcleos de látex proporcionan una adaptación ergonómica muy alta al peso y forma del cuerpo acostado, distribuyendo la presión de este de forma uniforme. Además dan solución al conocido efecto memoria de otros sistemas más antiguos, como los muelles. Para una óptima conservación requieren una buena transpiración, ya que son sensibles a la humedad. Por ello se suelen combinar con somieres de láminas.[2]
2. Planchas y composición. Es la parte del colchón que recubre el núcleo. Según el sistema, hablaremos de planchas, como en los colchones de espumación, o de composiciones, como en los colchones de viscoelástica o el grafeno. Los colchones de viscolátex tienen una composición de viscoelástica recubriendo el núcleo. La diferencia con los colchones de viscoelática es que este sistema mixto combina las mejores propiedades del núcleo de látex reduciendo los contras del látex al usar el alivio de la presión mediante acogidas de viscoelástica alrededor del núcleo. No obstante existen muchas variaciones de viscolátex en el mercado, donde se pueden encontrar combinaciones de núcleos de muelles con capas de látex, o por el contrario núcleos de látex con planchas de viscoelástica, etc.
3. Tejidos. Es la capa externa o "piel" del colchón y, por tanto, la que está en contacto con el cuerpo humano. Existen numerosos tipos de tejidos, cada uno con sus pros y sus contras: algodón (fibra natural y traspirable, recomendada para pieles sensibles), viscosa natural (aporta suavidad, traspirabilidad y frescura), Bioceramic (tejido "inteligente" que estimula el flujo sanguíneo), Damasco (higiénico, traspirable y antideslizante), tejidos compuestos (que combina varos de los anteriores u otros, como Strech), etc. El tejido del colchón de vislátex puede ser de cualquiera de estos compuestos.